# Adrienne Lecouvreur (dramat)
Adrienne Lecouvreur – francuska tragedia autorstwa Eugène’a Scribe’a i Ernesta Legouvégo z 1849.
Jest to sztuka teatralna, której główną bohaterką jest francuska aktorka żyjąca na przełomie XVII i XVIII wieku – Adrienne Lecouvreur, ceniona za to, że odstąpiła od pompatycznego deklamowania tekstów i skłoniła się ku aktorstwu cechującemu się przede wszystkim naturalną prostotą. Sztuka ta odznacza się dynamiczną, zwartą akcją, w której dominują jej nieoczekiwane zwroty oraz zawiłe intrygi. Na pierwszy plan wysuwają się uczucia (m.in. romans aktorki z Maurycym Saskim), a w tle pojawiają się wydarzenia polityczne.
Na podstawie sztuki powstało m.in. libretto opery Adriana Lecouvreur (1902). Jego autorem jest Arturo Colautti, a muzykę napisał Francesco Cilea.

## Realizacje teatralne w Polsce
Operę Adriana Lecouvreur w 2004 wyreżyserował w łódzkim Teatrze Wielkim Tomasz Konina. W roli tytułowej występowały kolejno Monika Cichocka, Anna Cymmerman oraz Danuta Dudzińska-Wieczorek.

## Galeria

Odtwórczynie roli Adrienne Lecouvreur
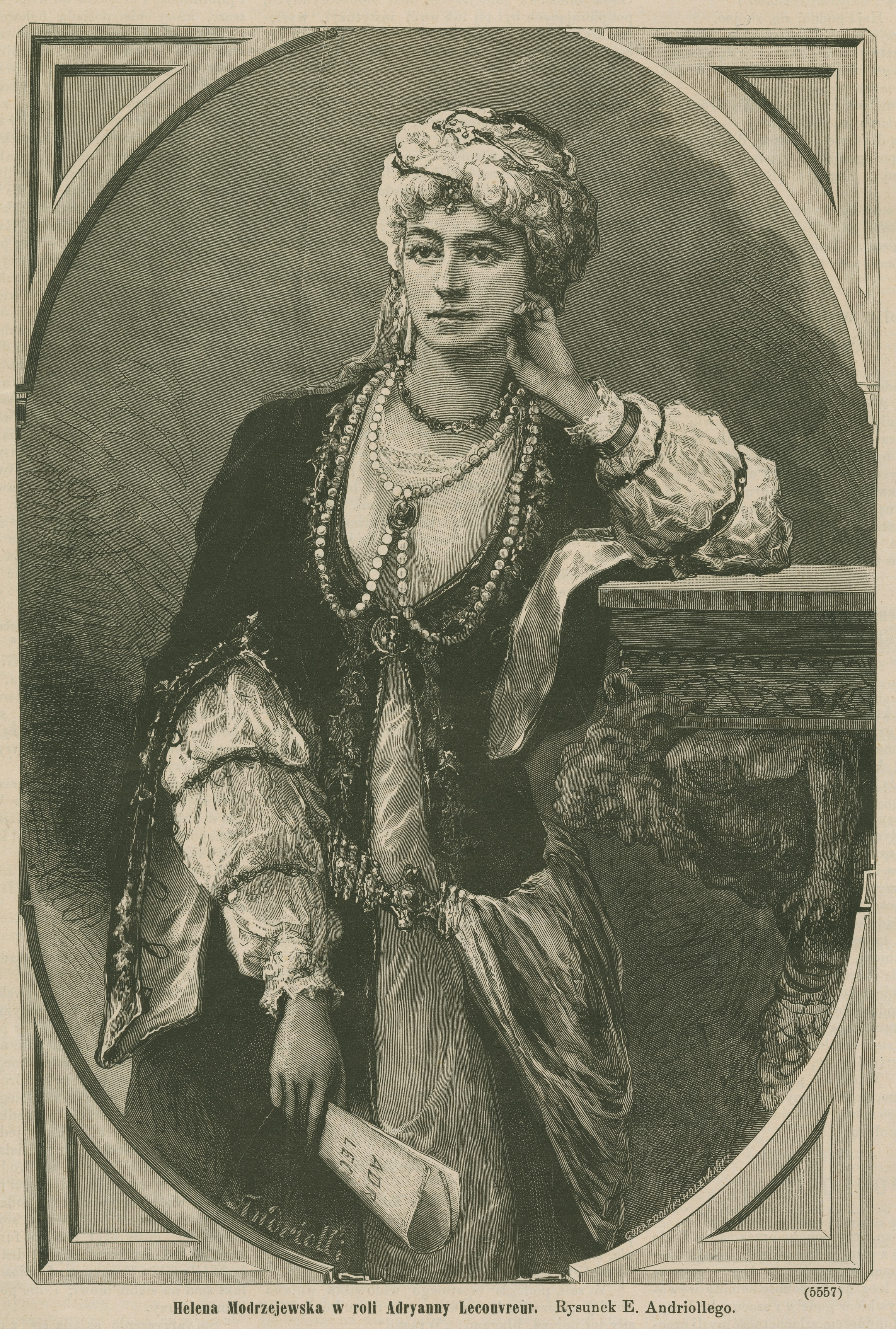
Helena Modrzejewska (opera z 1880, aut. rysunku Michał Elwiro Andriolli)
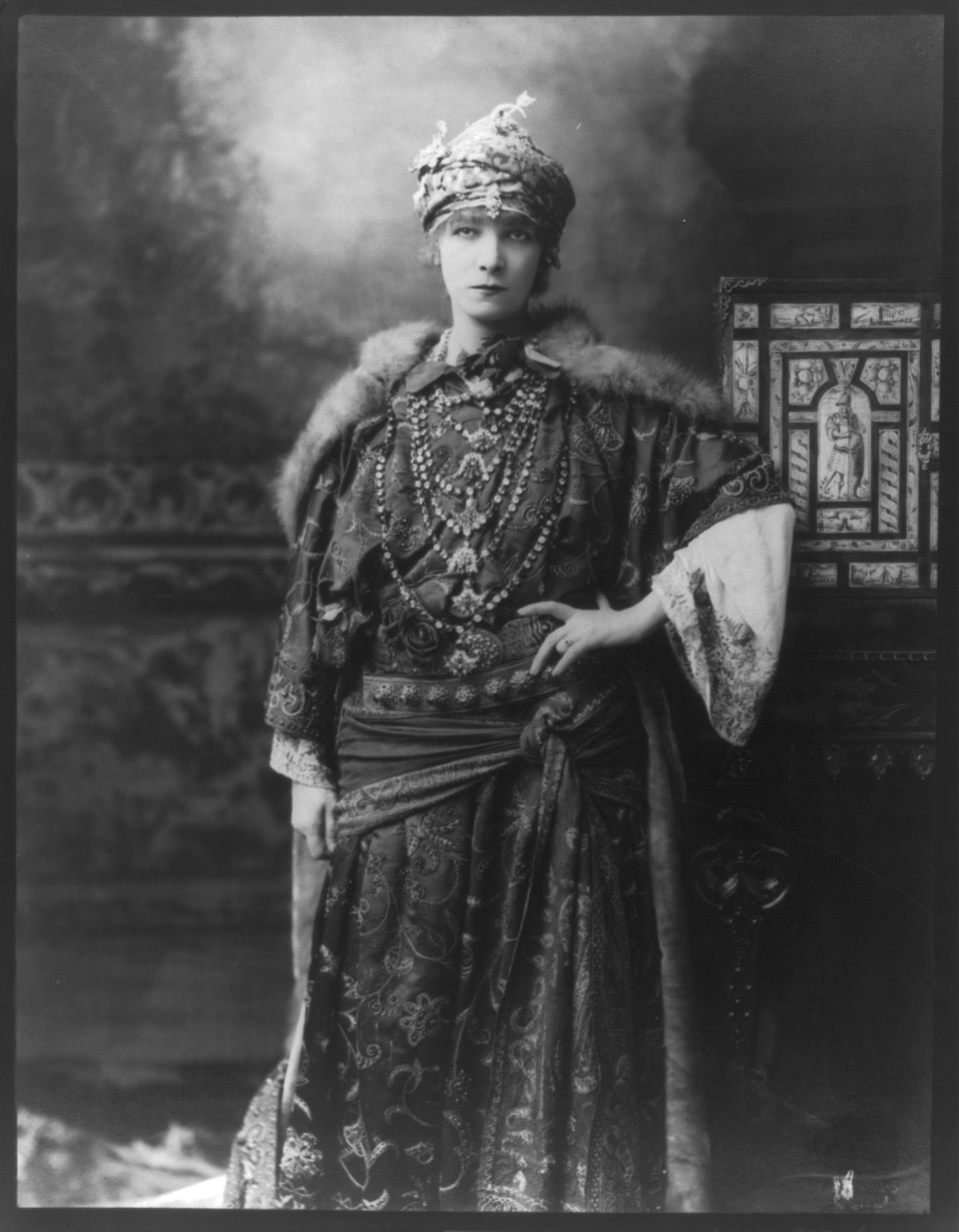
Sarah Bernhardt (inscenizacja z 1887)
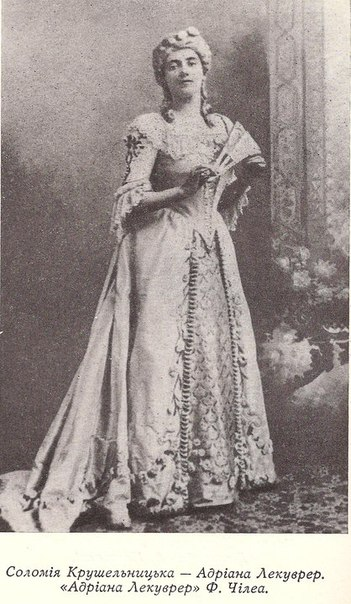
Sołomija Kruszelnyćka (data nieznana)
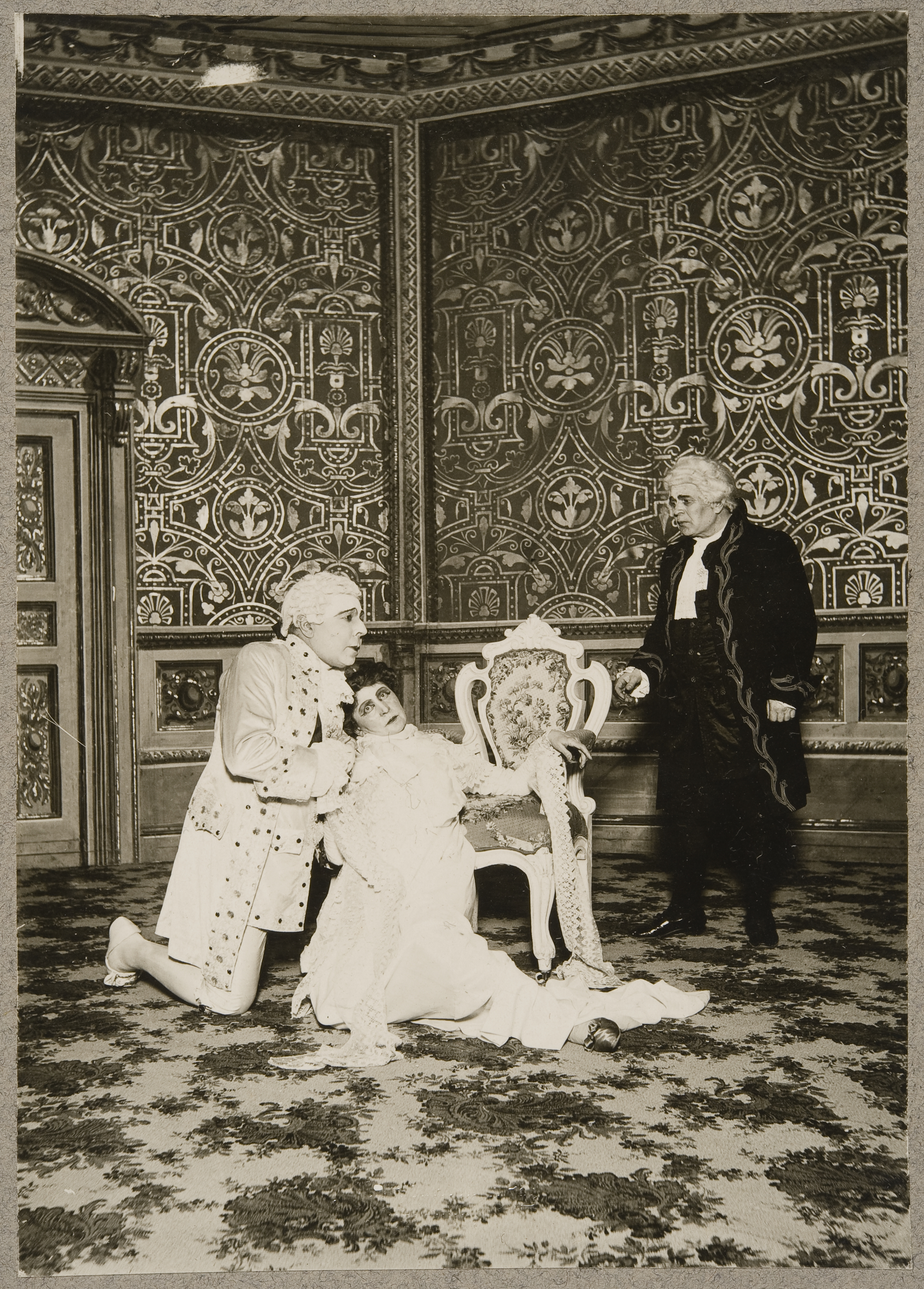
Ida Aalberg w inscenizacji z drugiej dekady XX wieku